# Heinz Oberbeck
Heinz Oberbeck   (Brunsvic, 20 d'agost de 1931 - Neuwied, 26 de gener de 1995) fou un atleta alemany, especialista en les proves combinades, que va competir durant la dècada de 1950.
En el seu palmarès destaca una medalla de bronze en el decatló al Campionat d'Europa d'atletisme de 1954, rere Vasili Kuznetsov i Torbjörn Lassenius, i el campionat alemany de triple salt de 1953 i de salt de llargada de 1954.
Un cop retirat exercí d'entrenadorç, fou professor d'universitat i va escriure nombrosos llibres sobre l'esport.

## Millors marques
- salt de llargada. 7,62 metres (1955)[6]